# Glossosoma sequoia
Glossosoma sequoia là một loài Trichoptera trong họ Glossosomatidae. Chúng phân bố ở miền Tân bắc.